# トロ・ロッソ STR1
トロ・ロッソ STR1（Toro Rosso STR1）は、スクーデリア・トロ・ロッソが2006年のF1世界選手権に投入したフォーミュラ1カー。

## 開発
ミナルディを買収して発足したトロ・ロッソにとって最初のF1マシンとなる。兄弟チームのレッドブルでも2005年にRB1として使用されたジャガー・R6のモノコックを2006年のレギュレーションにあわせて改修したものである。
本来であればオリジナルマシンで戦うというコンコルド協定に違反するが、国際自動車連盟 (FIA) のマックス・モズレー会長が、もととなったマシンを製造したのはレッドブル・レーシングではなく、既に消滅したジャガーであるため、協定違反ではない、との公式コメントを出したことで、正式に使用が認められた。
この年から2.4L V8エンジンを使うことが義務付けられていたが、特例として回転数などを制限した、コスワース3L V10エンジンの使用も認められた。

## スペック

### シャーシ
- シャーシ名 STR1
- 全長 4,655 mm
- ホイルベース 3,145 mm
- 前トレッド 1,450 mm
- 後トレッド 1,420 mm
- タイヤ ミシュラン

### エンジン
- エンジン名 コスワースTJ2006シリーズ14
- 気筒数・角度 制限*付きV型10気筒・90度
- 排気量 2,998cc
- 燃料 シェル

*リストリクターと回転数規制

## 2006年シーズン
シーズン序盤からコンスタントに10位前後で完走していた。そして、アメリカGPでは、ヴィタントニオ・リウッツィが8位入賞しチームに初ポイントをもたらした。
| 年   | No. | ドライバー | 1   | 2   | 3   | 4   | 5   | 6   | 7   | 8   | 9   | 10  | 11  | 12  | 13  | 14  | 15  | 16  | 17  | 18  | ポイント | ランキング |
| 年   | No. | ドライバー | BHR | MAL | AUS | SMR | EUR | ESP | MON | GBR | CAN | USA | FRA | GER | HUN | TUR | ITA | CHN | JPN | BRA | ポイント | ランキング |
| ---- | --- | ---------- | --- | --- | --- | --- | --- | --- | --- | --- | --- | --- | --- | --- | --- | --- | --- | --- | --- | --- | -------- | ---------- |
| 2006 | 20  | リウッツィ | 11  | 11  | Ret | 14  | Ret | 15  | 10  | 13  | 13  | 8   | 13  | 10  | Ret | Ret | 14  | 10  | 14  | 13  | 1        | 9位        |
| 2006 | 21  | スピード   | 13  | Ret | 9   | 15  | 11  | Ret | 13  | Ret | 10  | Ret | 10  | 12  | 11  | 13  | 13  | 14  | 18  | 11  | 1        | 9位        |

- ドライバーズランキング
  - ヴィタントニオ・リウッツィ 1ポイント 19位
  - スコット・スピード 0ポイント 20位